# Klausner (Hiddensee)

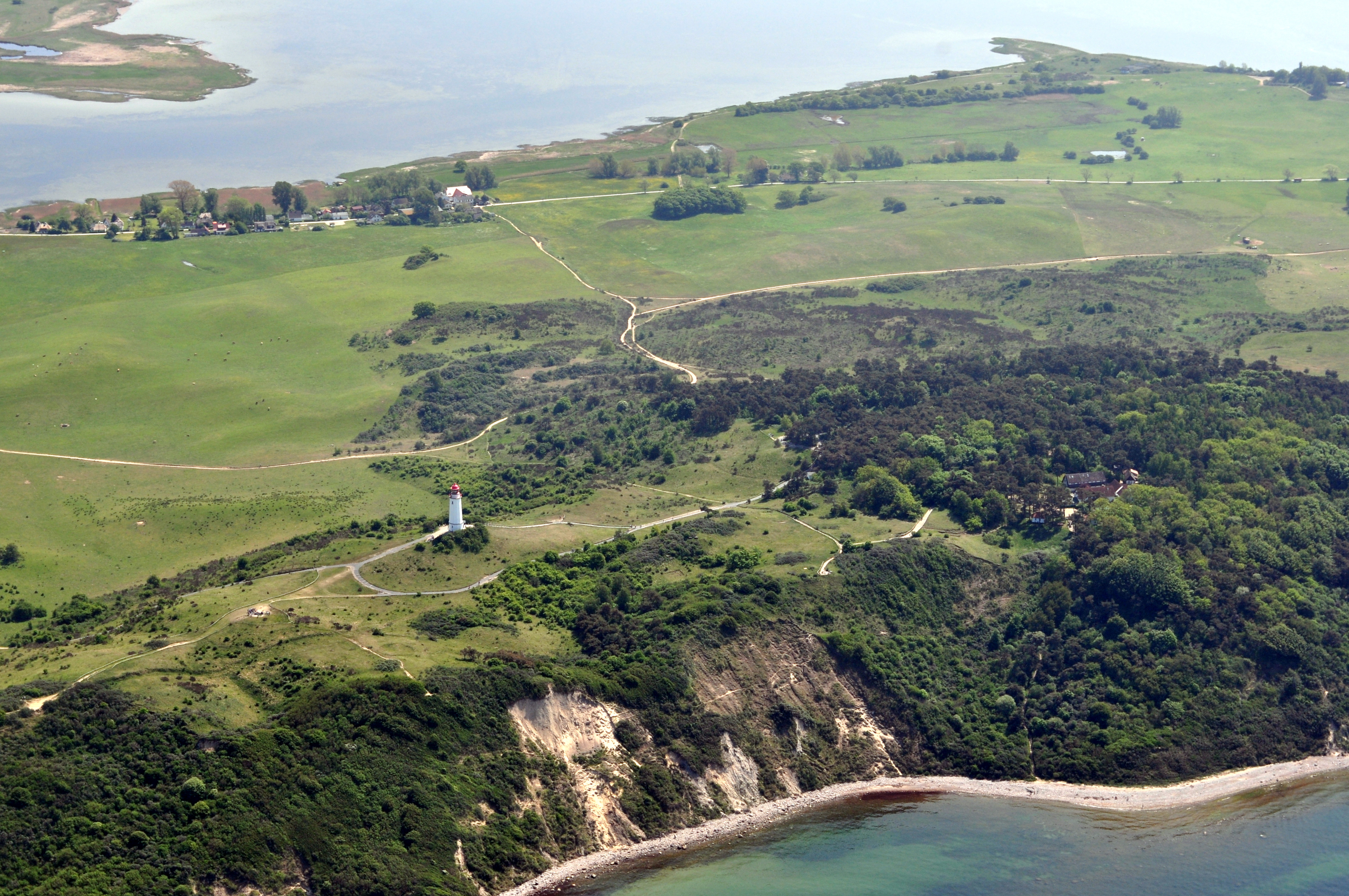
Luftbild, rechts im Wald die Gebäude der Gaststätte Zum Klausner (2011)

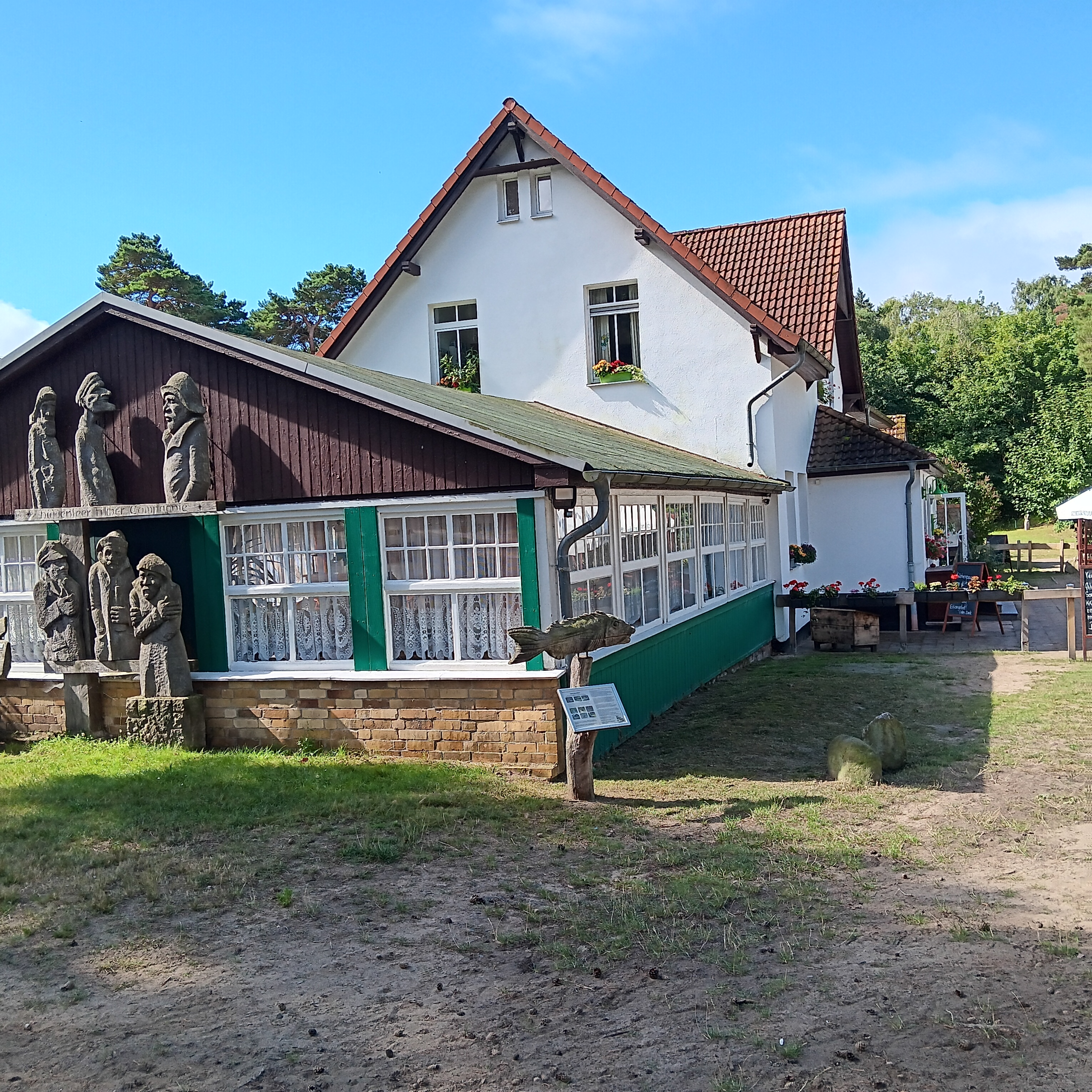
Gaststätte "Zum Klausner", Haupthaus

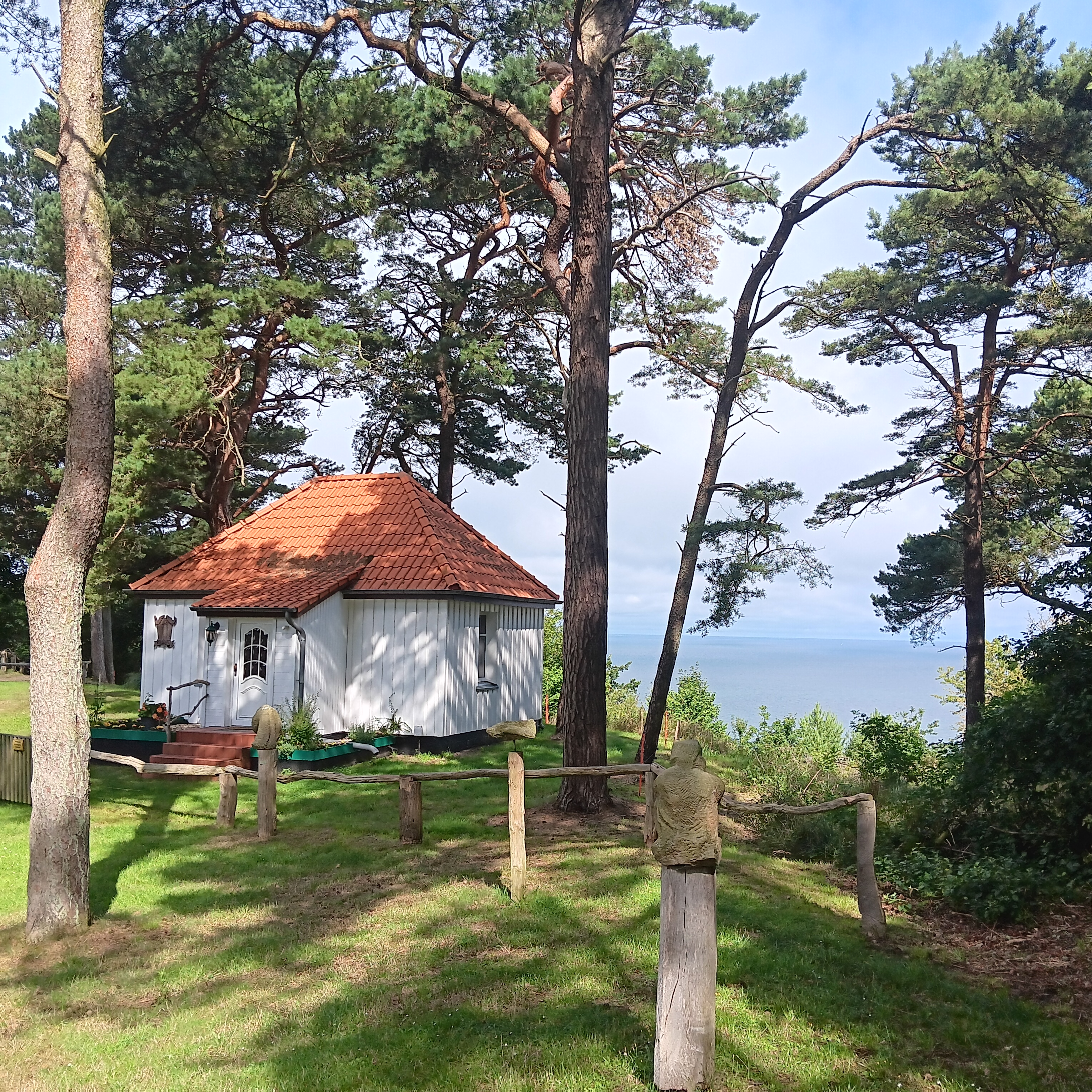
Haus "Klaus" der Gaststätte "Zum Klausner"

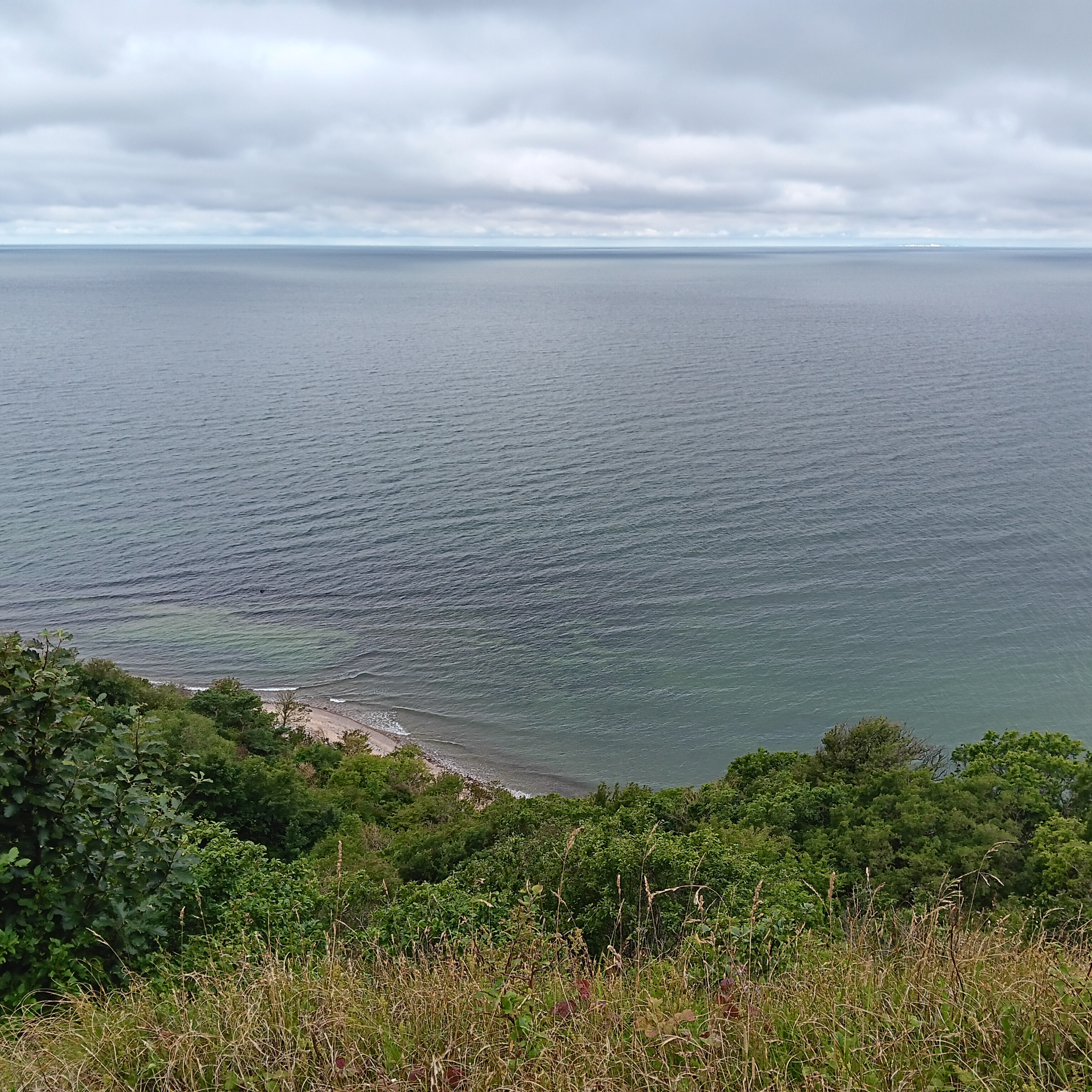
Svantovit-Schlucht (vorne links), Kreidefelsen der dänischen Insel Møn (am Horizont rechts)

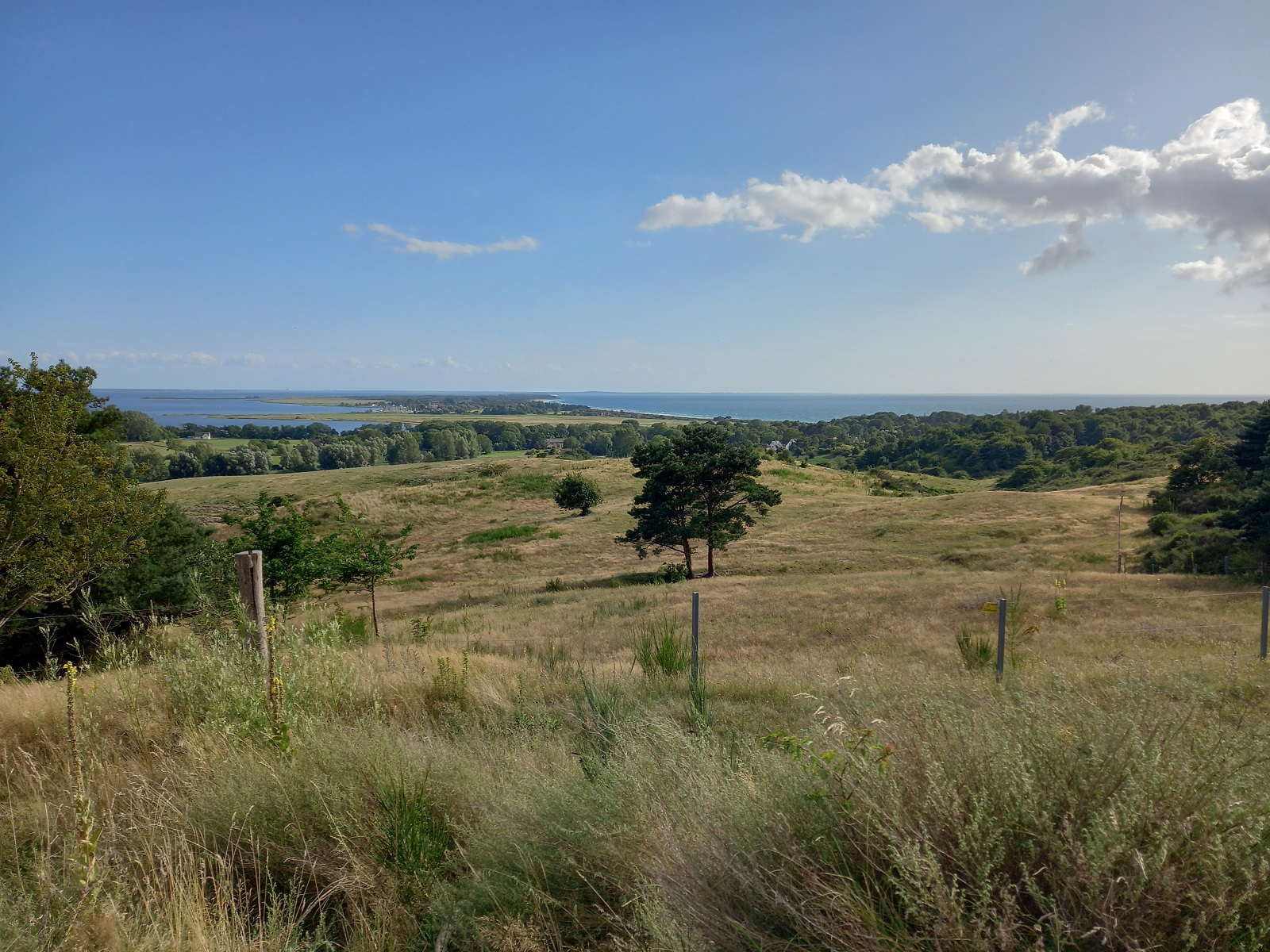
Großer Inselblick (Hiddensee), 300 m vom Klausner und 1,2 km vom Ort Kloster (in Blickrichtung) entfernt

Der Klausner („Zum Klausner“) ist eine traditionsreiche Gaststätte mit Pension auf dem Dornbusch im Norden der Insel Hiddensee mitten im Nationalpark Vorpommersche Boddenlandschaft (Kernzone 2). Die Gaststätte ist an der Steilküste 70 Meter über dem Meeresspiegel gelegen und 500 Meter vom Leuchtturm Dornbusch entfernt. Der Klausner ist zentraler Handlungsort des preisgekrönten Romans Kruso von Lutz Seiler aus dem Jahr 2014.

## Geschichte
Der Ursprung des Klausners liegt im Jahre 1888, als Alexander Ettenburg, genannt der Einsiedler, an der Stelle seine Bergwaldschenke „Eremitage auf Tannhausen“ eröffnete. Neben seiner Schenke bot er seinen Gästen ein Luft- und Sonnenbad, Turngeräte, Brausebad sowie Wohnlauben aus Brettern und Reet. In unmittelbarer Nähe zur Bergwaldschenke gründete er ein Naturtheater in der – so von ihm genannten – Svantovit-Schlucht. Hier inszenierte er unter anderem selbstgeschriebene Dramen. Den Pachtvertrag mit dem Stralsunder Kloster zum Heiligen Geist als Eigentümer des Grundstücks konnte er 1909 aufgrund des erhöhten Pachtzinses nicht verlängern. Die Hotelanlage wurde 1911 durch den Berliner Unternehmer Emil Hirsekorn (1874–1922) neu errichtet und nachfolgend zusammen mit seiner Ehefrau Lina, geborene Schneider (1886–1959), als "Bergwaldhotel zum Klausner" betrieben. Westlich des Restaurants errichtete das Ehepaar Hirsekorn drei kleine Häuser und gaben ihnen die Namen ihrer Kinder Klaus, Mona und Erika. Das Ehepaar Hirsekorn führte auch das Haus Wieseneck in Kloster. In dieser Zeit waren sowohl der Klausner als auch das Wieseneck beliebt bei Künstlerinnen und Künstlern. Nach 1959 wurden beide Häuser von der Tochter Erika Meding, geborene Hirsekorn (1918–2006), und ihrem Ehemann Gerhard Meding (1918–1989) geführt. Die Gräber von Lina und Emil Hirsekorn sowie Erika und Gerhard Meding befinden sich auf dem Friedhof von Kloster.
Zu Zeiten der DDR, in Folge der Aktion Rose im Jahr 1953, wurde das Haus ein volkseigenes Ferienheim. 1962 wurde es vom VEB Berliner Metallhütten und Halbzeugwerke (BMHW) erworben und versorgte Betriebsferiengäste und die sogenannten „Eintagsfliegen“, wie manche die Tagesausflügler zu DDR-Zeiten nannten.
Der Klausner war in den 1970er und 1980er Jahren auch geprägt durch ein linksalternatives Intellektuellen- und Künstlermilieu und die oppositionelle Jugendkultur der DDR sowie ein Ort für Aussteiger und Fluchtwillige, die im Klausner häufig als Saisonkräfte arbeiteten. Lesend und philosophierend suchten sie innere Freiheit. Der freie Blick über die Ostsee bis zu den Kreidefelsen der dänischen Insel Møn unterstützte die Sehnsucht nach Freiheit. Der Schriftsteller Klaus Müller, dem 1988 die Flucht mit dem Segelboot von Hiddensee nach Dänemark über die Ostsee gelang, hatte zuvor unter anderem im Klausner als Eisverkäufer gearbeitet. Der Punkmusiker Aljoscha Rompe hat in den Jahren 1974 bis 1979 mehrfach als Kellner im Klausner gearbeitet. Er gründete 1983 die DDR-Punk-Band Feeling B, die auch am Strand von Hiddensee spielte. In der Erzählung „Der Tangospieler“ von Christoph Hein aus dem Jahr 1989 arbeitet ein aus dem Gefängnis entlassener Dozent für Neuere Geschichte im Klausner als Saisonkellner.
Lutz Seiler, der damals im Abwasch-Bereich der Gaststätte tätig war, schrieb über die Zeit in und um den Klausner im Sommer 1989 zu Beginn der Friedlichen Revolution (Wende) den Roman „Kruso“. Mehrere der Protagonisten des Romans haben Parallelen im realen Betrieb des Klausners der 1980er Jahre. So besteht eine Parallele zwischen „Kruso“ und dem vorgenannten Aljoscha Rompe. Der Roman erhielt 2014 den Deutschen Buchpreis. Nachfolgend wurde der Roman für Theater und Hörspiel bearbeitet und 2018 wurde der gleichnamige Film im Fernsehsender Das Erste gesendet. „Wer hier war“, heißt es in Lutz Seilers Roman „Kruso“, „hatte das Land verlassen, ohne die Grenze zu überschreiten.“
Während der Wende-Zeit arbeitete Ramona Siegel am Tresen der Gaststätte (im Roman „Kruso“ als „Karola“). 1991 kaufte sie den Klausner von der Treuhandanstalt und führt die Gaststätte mit Pension seitdem als Familienunternehmen.
Von 1997 bis 2005 wurde das Haus "Erika" an die Inselinformation verpachtet. Von hier aus haben die Meteorologen Jörg Kachelmann, Thomas Globig und Stefan Kreibohm täglich live in der Fernsehsendung Nordmagazin über das Wetter berichtet, bevor die Gemeindevertretung beschloss, das Wetterstudio an den Hafen von Kloster zu verlegen. 

## Heutige Situation
Im Haupthaus des Klausner befinden sich 12 Appartements. Ferner werden Wohnungen in freistehenden Ferienhäuser angeboten. Zu den traditionellen, 1993 sanierten Häusern "Erika", "Mona" und "Klaus" kamen 1994–1996 die Blockhäuser "Alexander", "Shirly", "Oskar" und "Rüpel" hinzu.
Seit 2005 gibt es im Außenbereich des Klausner einen Skulpturenpark. Die Kunstwerke aus Holz und Kalkstein sind zum größten Teil als studentische Arbeiten der Hochschule für Bildende Künste Dresden unter Leitung des auf Hiddensee ansässigen Bildhauers Jo Harbort entstanden. Es sind regional-typische Menschen dargestellt, beispielsweise Fischer, sowie Naturthemen, wie Bache mit Frischlingen, Eulen, Seeadler, Frösche, Schildkröte, Hecht.
Man gelangt vom Ort Kloster zum Klausner auf kurzem Weg (1,5 km) über den "Großen Inselblick" oder über den oberen Teil der Klausner-Treppe und den bewaldeten Hochuferweg (2,5 km). Über die Klausner-Treppe gelangt man auch vom Klausner an den naturbelassenen Ostseestrand. Nach Sturmhochwasserereignissen ist die Klausner-Treppe zeitweise wegen Unfallgefahr gesperrt.

## Prominente Gäste
Folgende prominente Gäste des Klausner sind dokumentiert:
- Julius Bab (1880–1955), Theaterkritiker, 1920
- Ernst Barlach (1870–1938), Bildhauer, 1913
- Theodor Däubler (1876–1934), Lyriker, 1913
- Christoph Hein (* 1944), Schriftsteller
- Herbert Jhering (1888–1977), Theaterkritiker, 1926
- Max Kaus (1891–1977), Maler, 1920, 1922
- Max Kruse (1854–1942), Bildhauer
- Thomas Kunst (* 1965), Schriftsteller, 1989
- Gustav Kiepenheuer (1880–1949), Verleger, 1921
- Lotte Lehmann (1888–1976), Opernsängerin, 1915, 1927, 1928, 1930
- Jörg Schieke (* 1965), Schriftsteller, 1989
- Lutz Seiler (* 1963), Schriftsteller, 1989